# Цере (Света Недеља)
Цере (хрв. Cere, итал. Cere) је насељено место у општини Света Недеља, Истарска жупанија, Хрватска.

## Историја
До територијалне реорганизације у Хрватској биле су у саставу старе општине Лабин.

## Становништво
У попису становништва из 2011. године, Цере су имале 26 становника.
| Број становника према пописима | Број становника према пописима | Број становника према пописима | Број становника према пописима | Број становника према пописима | Број становника према пописима | Број становника према пописима | Број становника према пописима | Број становника према пописима | Број становника према пописима | Број становника према пописима | Број становника према пописима | Број становника према пописима | Број становника према пописима | Број становника према пописима | Број становника према пописима |
| ------------------------------ | ------------------------------ | ------------------------------ | ------------------------------ | ------------------------------ | ------------------------------ | ------------------------------ | ------------------------------ | ------------------------------ | ------------------------------ | ------------------------------ | ------------------------------ | ------------------------------ | ------------------------------ | ------------------------------ | ------------------------------ |
| 1857                           | 1869                           | 1880                           | 1890                           | 1900                           | 1910                           | 1921                           | 1931                           | 1948                           | 1953                           | 1961                           | 1971                           | 1981                           | 1991                           | 2001                           | 2011                           |
| 463                            | 508                            | 67                             | 99                             | 90                             | 100                            | 1.390                          | 1.487                          | 50                             | 66                             | 78                             | 39                             | 28                             | 32                             | 32                             | 26                             |

Напомена: Године 1857. исказивано под именом Церје, а од 1880. до 1910. под именом Цер. Године 1857, 1869, 1921. и 1931. садржи податке за насеља Крапан (Раша), Мали Гољи, Маркоци, Свети Бартул (Раша), Вели Гољи и Винеж (Лабин). Године 1857, 1869. и од 1910. до 1948. садржи податке за насеље Снашићи, а од 1857. до 1880. и 1921. и 1931. за насеље Марцељани (Лабин).